# Real Armada Tailandesa
La Real Armada de Tailandia (en tailandés: ) es la armada oficial de las Reales Fuerzas Armadas de Tailandia. Fue creada en el final del siglo XIX. El príncipe almirante Abhakara Kiartivongse es considerado el "Padre de la Real Armada de Tailandia". Es la única armada del Sudeste asiático que usa portaaviones en sus fuerzas navales, concretamente tiene uno, el HTMS Chakri Naruebet, operado por Tailandia desde 1997.
La Real Armada de Tailandia opera en tres áreas de comando, dos de las cuales están situadas en el Golfo de Tailandia y la tercera se sitúa en la otra costa del país, en el conocido como Mar de Andamán.